# Óscar Muñoz
Óscar Muñoz (n. 9 mai 1992, Valledupar⁠(d), Columbia) este un taekwondist ce a reprezentat Columbia, medaliat olimpic. A participat la 2 ediții ale Jocurilor Olimpice (2012, 2016) în care a câștigat o medalie de bronz.